# Pascal Terrasse
Pour les articles homonymes, voir Terrasse.
Pascal Terrasse, né le 26 octobre 1964 à Bagnols-sur-Cèze (Gard), est un haut fonctionnaire et un homme politique français, membre du Parti socialiste, député de l'Ardèche de 1997 à 2017 et président du conseil général de l'Ardèche de 2006 à 2012. En 2017, il quitte la politique locale en ne se portant pas candidat aux élections législatives, afin d'intégrer l'équipe de campagne d'Emmanuel Macron.
Il est inspecteur général du développement durable en mars 2017 puis devient directeur de la Stratégie et de la communication au sein d’un Établissement public national Cerema en juillet 2019 puis directeur général adjoint en 2022.

## Biographie
Après des études de droit, Pascal Terrasse devient chef de cabinet de Robert Chapuis, secrétaire d’État à l’enseignement technique de 1989 à 1993. Il prend ensuite la direction d’une maison de retraite mutualiste.
En 1997, à l’âge de trente deux ans, Pascal Terrasse est élu député de la 1re circonscription de l'Ardèche avec 59,23 % des voix, et compte alors parmi les plus jeunes membres du Palais Bourbon. Il fait partie du groupe socialiste. Il conserve parallèlement le mandat de conseiller général du canton de Bourg-Saint-Andéol, où il est élu depuis 1994. Le 16 juin 2002, il est élu à nouveau député pour la XIIe législature (2002-2007).
En 2006, à la suite de la démission de Michel Teston, Pascal Terrasse est élu président du conseil général de l'Ardèche.
En 2007, il est réélu député de la 1re circonscription de l'Ardèche avec 61,67 % des voix.
En janvier 2011, Pascal Terrasse est opposé aux projets visant à l'exploration et l'exploitation des gaz de schiste.
Au sein de l'équipe de campagne de François Hollande, il est chargé d'animer les questions liées à la santé et à la protection sociale.
En juin 2012, Pascal Terrasse est réélu député dans sa circonscription avec 67,20 % des suffrages. Proche de Vincent Peillon, il anime au sein du groupe socialiste la sensibilité « Espoir à gauche ».
Pour se conformer au non-cumul des mandats, il démissionne de la présidence du conseil général de l'Ardèche le 3 décembre 2012.
En mars 2015, il est élu conseiller départemental du canton de Bourg-Saint-Andéol en tandem avec Christine Malfoy. Ils ont pour suppléants Bernard Chazaut et Patricia Tissot-Daubery.
En octobre de la même année, il est nommé par le Premier ministre, Manuel Valls, parlementaire en mission afin de rendre un rapport sur l'économie collaborative. Le 8 février 2016, il remet officiellement son rapport dans lequel il formule 19 propositions pour accompagner ce secteur.
Jusqu'à fin 2016, il se disait proche d'Emmanuel Macron, avant que celui-ci ne se déclare candidat du mouvement En marche !, pour l'élection présidentielle de 2017. Cette année-là, il renonce à être candidat pour les élections législatives, afin d'intégrer l'équipe de campagne du candidat à la présidentielle Emmanuel Macron, et malgré avoir annoncé l'année précédente qu'il ne le soutiendrait pas s'il faisait cavalier seul.
Il est nommé en mars 2017 inspecteur général du développement durable au CGEDD,. Vincent Jauvert du Nouvel Obs présente cette nomination comme un « recasage » par l'Élysée d'un ancien député. En 2019, il démissionne de ses fonctions d’inspecteur général. Il devient directeur de la stratégie, des relations extérieures et de la valorisation des connaissances du Cerema en 2019, puis directeur général adjoint en 2022.
Il démissionne de son mandat de conseiller départemental le 1er février 2025.

## Distinction
- Commandeur de l'ordre national du Mérite.
- Chevalier de la Légion d'honneur

par décret du 14 juillet 2025,
- Commandeur de l'Ordre de la Francophonie et du dialogue des cultures par décision du 28 juillet 2015
- Légion d'honneur (Madagascar) au grade de chevalier
- Ordre national de la République de Côte d'Ivoire au grade de chevalier

## Anciens mandats
- 12 juin 1997 - 23 mars 2017 : député de l'Ardèche
- 11 juin 1995 - 11 mars 2001 : membre du conseil municipal de Bourg-Saint-Andéol.
- 3 avril 2006 - 17 décembre 2012 : président du conseil général de l'Ardèche.

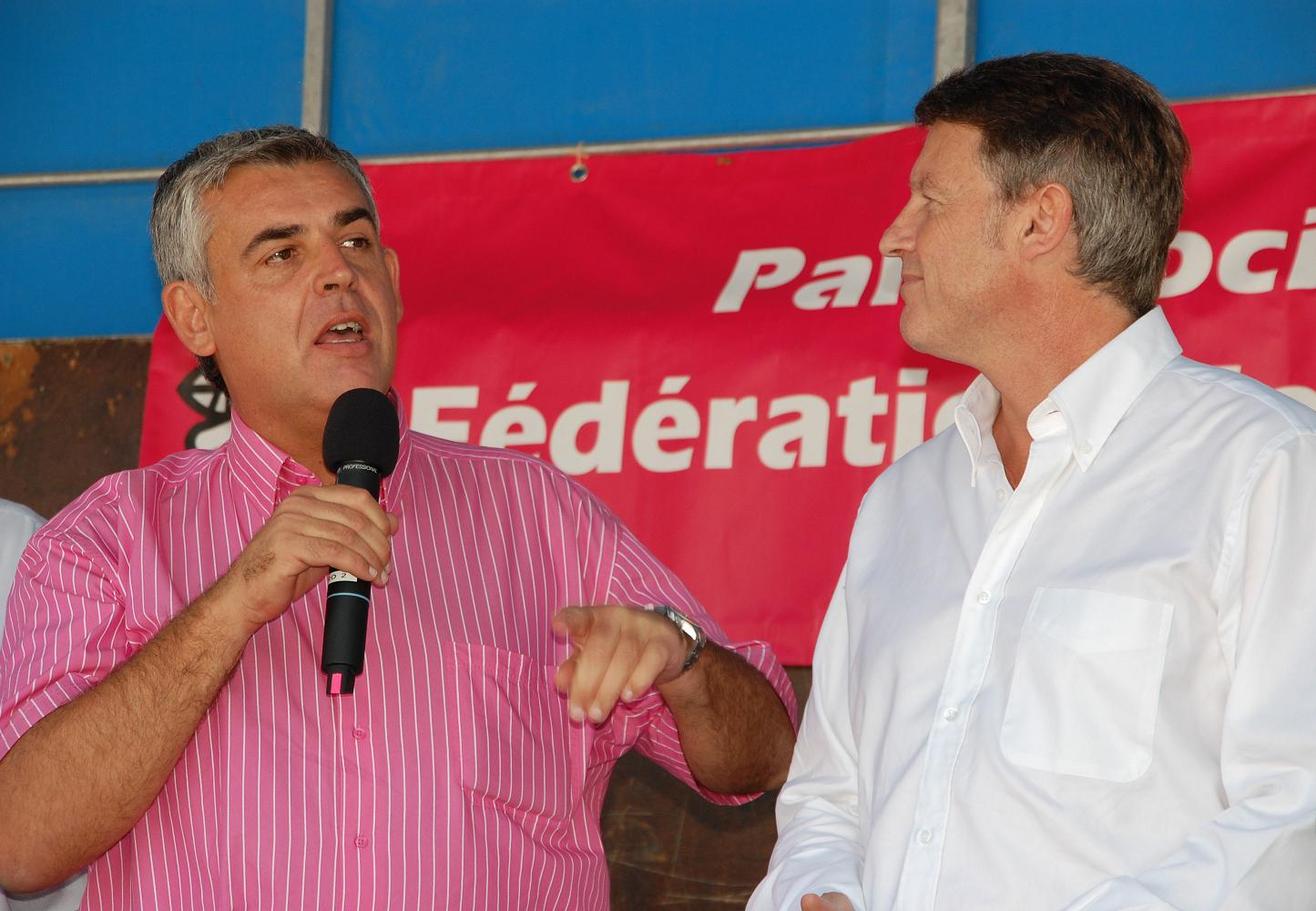
Pascal Terrasse et Vincent Peillon en 2009.

### Conseil général / départemental de l'Ardèche
- Conseiller général du canton de Bourg-Saint-Andeol de 1994 à 2015.
- Conseiller départemental du canton de Bourg-Saint-Andeol-Viviers depuis 2015 (réélu en 2025).